# Halfdan el Viejo
Halfdan el Viejo (n. 450) (nórdico antiguo: Hálfdanr gamli y Hálfdanr inn gamli) fue un legendario caudillo vikingo, rey de Ringerike, considerado el monarca más famoso de todos los tiempos según el Skáldskaparmál del escaldo islandés Snorri Sturluson y cuyos descendientes fueron origen de los linajes más notables de los reinos vikingos de Noruega y Escandinavia. Halfdan también se menciona en varias sagas y poemas como Hyndluljód o la genealogía de Ættartolur en Hversu Noregr byggdist. Era hijo de Hring Raumsson, rey de Ringerike y nieto de Raum el Viejo.
Skáldskaparmál menciona a Halfdan el Viejo que hizo un importante festejo a mediados de un invierno culminando con un gran sacrificio con el fin de poder vivir trescientos años gobernando su reino; a cambio recibió esta respuesta: que no debería vivir más que cualquier otro hombre en la tierra, pero en su descendencia no habría hombre o mujer que no llegase a tener gran reputación. Halfdan fue un gran guerrero, participando en expediciones a lo largo y ancho de las regiones orientales, allí mató en combate al rey llamado Sigtrygg. 

## Herencia
La leyenda cita que casó con la princesa Alvig la Sabia, hija del rey Eymund de Hólmgard (nórdico antiguo: Hólmgarðr, hoy Novgorod), y tuvieron dieciocho hijos, nueve de ellos en el mismo parto.
Dentro de la coherencia protohistórica respaldada por las sagas nórdicas, Halfdan casó con Almveigu Eymundsdatter (n. 455) hija del rey Eymund de Holmgard, y de esa relación nacieron nueve hijos:
- Skelfi Halfdansson (n. 480), de quien descienden los reyes de Hordaland:
  - Skjold Skelfisson (n. 516)
    - Erik fraekni Skjoldsson (n. 544)
      - Alrek de Hordaland

- Audi Halfdansson (n. 486), rey de Valland:
  - Frodi Audasson, (n. 520)

- Bragi Halfdansson (n. 492)

- Dag Halfdansson (n. 494), tuvo nueve hijos según las crónicas, pero solo se menciona el nombre de uno de ellos:
  - Ole Dagsson (n. 530)

- Siggari Halfdansson (n. 496), tuvo dos hijos:
  - Siggeir Siggarisson (n. 526)
  - Sigmund Siggarisson (n. 530)

- Lofdi Halfdansson (n. 498)
  - Skuli Lofdasson (n. 548)
    - Egdir Skulasson (n. 598)
      - Hialmther Egdirsson (n. 638)
        - Eylimi (o Elina) Hjalmthersson (n. 688), quien tuvo dos hijos:
          - Gripir Eylimasson (n. 715)
          - Hjördis Eylimasdatter (n. 708) que casaría con Sigmund y de esa relación nacería el héroe Sigurd.[4]

- Nefli Halfdansson, rey del Rhin (n. 499)
  - Heimarr Neflisson (n. 550)

- Hildi Halfdansson (n. 500), de quien descienden los reyes de Ringerike y Agder:[5]
  - Hildibrand Hildasson (n. 550)
    - Herbrand Hildibrandsson (n. 600)
      - Hildibrand Herbrandsson (n. 650), quien tuvo dos hijos:
        - Hildi Hildibrandsson (n. 695)
        - Herbrand Hildibrandsson (n. 700)
          - Harald de Agder (n. 750)

- Budli Halfdansson (n. 502)
  - Attip Budlasson (n. 565)
    - Lienfni Attipsson (n. 625), quien tuvo tres hijos Atli (n. 670), Sorli (n. 675) y Budli Leinfnisson (n. 680),[6] este último se menciona en la saga de Grettir,[7] y según la saga Volsunga sería el padre de tres hijas Oddrunn (n. 722), Bekkhild (n. 724) y Brynhildr; y un varón Atli Budlasson (n. 730).

## Oppland
Hubo un segundo Halfdan el Viejo (Halfdan Sveidasson, n. 700), padre del jarl Ivar Halfdansson de Oppland, antepasados de Hrolf Ganger. Este Halfdan era hijo de un rey del mar llamado Sveidi.